# NGC 7266
NGC 7266 ist eine Balken-Spiralgalaxie mit ausgedehnten Sternentstehungsgebieten vom Hubble-Typ SBa im Sternbild Aquarius auf der Ekliptik. Sie ist schätzungsweise 225 Millionen Lichtjahre von der Milchstraße entfernt und hat einen Durchmesser von etwa 60.000 Lichtjahren.
Im selben Himmelsareal befindet sich u. a. die Galaxie NGC 7257.
Das Objekt wurde am 1. Oktober 1864 von Albert Marth entdeckt.